# Divadlo Ponec
Divadlo Ponec na Žižkově v městské části Praha 3 představuje scénu pro moderní tanec a pohybové divadlo. Jeho provozovatelem je občanské sdružení Tanec Praha.

## Historie

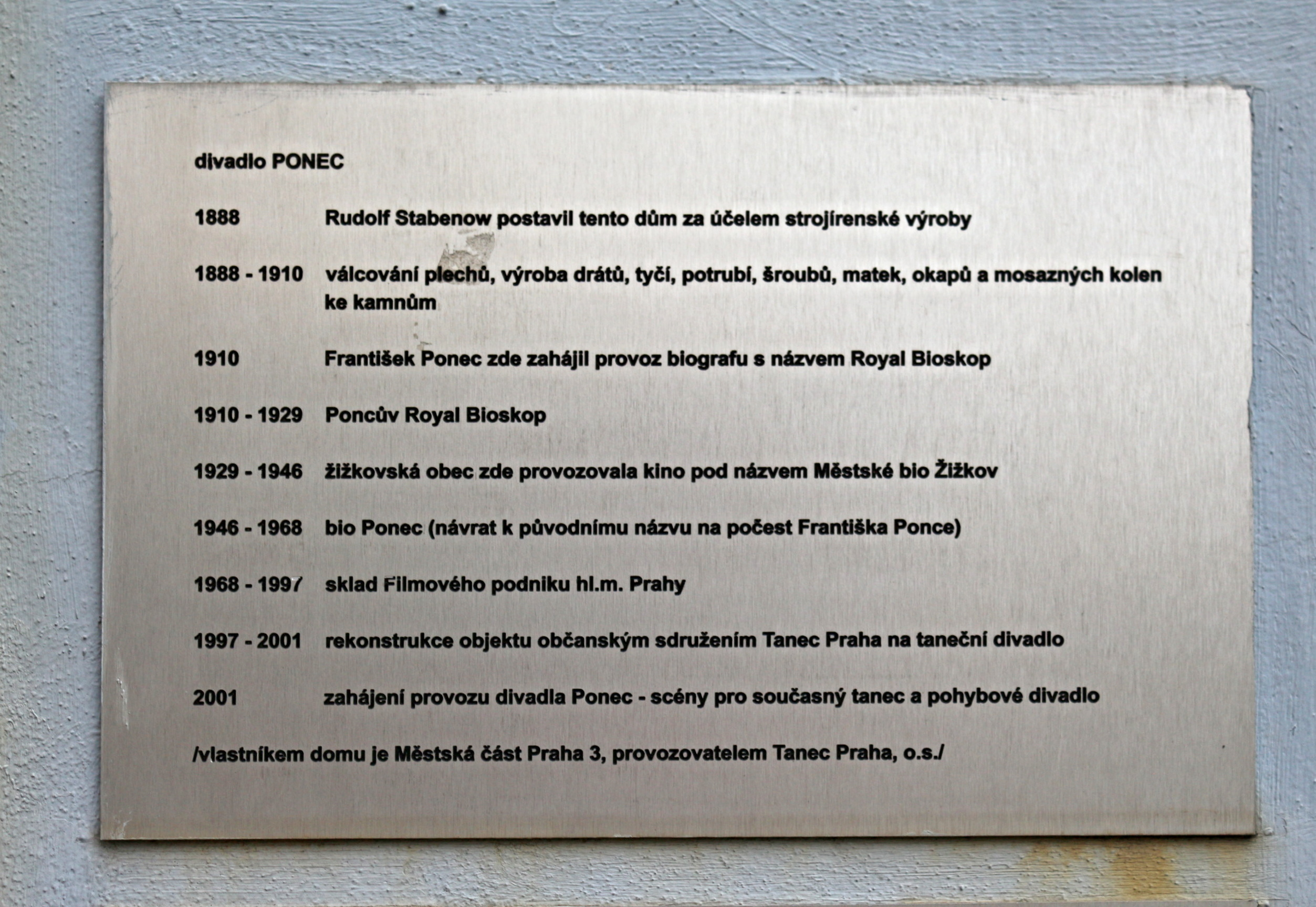
Cedule na divadle se stručnými dějinami objektu

Budova dnešního divadla Ponec byla postavena v roce 1888, tehdy však sloužila jen jako válcovna a drátovna. Jejím majitelem byl továrník Rudolf Stabenow. V roce 1910 si halu pronajal podnikatel a průkopník putovních biografů František Ponec. Halu přestavěl a 3. září 1910 zde otevřel biograf Royal Bioskop Františka Ponce, což bylo třetí stálé kino města Žižkova. Po deseti letech skončila Františku Poncovi nájemní smlouva, která nebyla obnovena. Od té doby kino provozovala obec Žižkov, která jej roku 1929 přejmenovala na Městské bio Žižkov a po smrti Františka Ponce bylo kino na jeho počest znovu přejmenováno na bio Ponec.
Promítalo se zde až do roku 1968. Poté byl objekt využíván Filmovým podnikem hl. m. Prahy jako sklad, budova v té době však značně zchátrala. Později ji převzalo hl. m. Praha.
V roce 1997 byla vypsána veřejná soutěž na kulturní využití objektu. Proběhla náročná rekonstrukce a v roce 2001 zde začalo OS Tanec Praha provozovat divadlo Ponec.

## Současnost

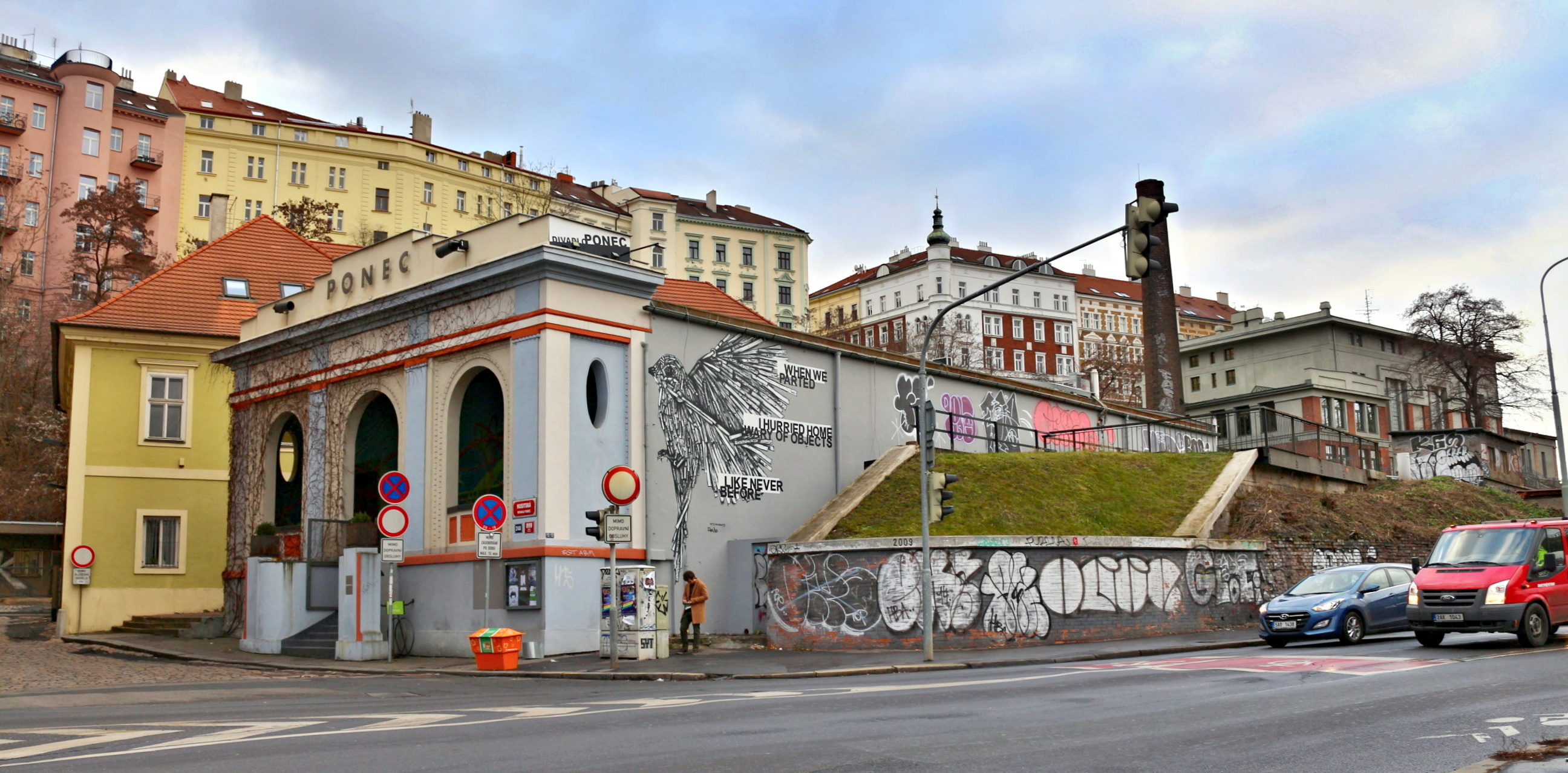
Celkový pohled na divadlo Ponec

Ponec je především taneční divadlo zaměřené na moderní scénický tanec a jemu příbuzné druhy umění. Jeho prostory však mohou být využívány i pro jiné účely. Každoročně se už od roku 2004 (s výjimkou roku 2006) koná mistrovství ČR v jojování.
V letech 2004–2010 se v něm natáčel pořad České televize Uvolněte se, prosím, který moderoval herec Jan Kraus tentýž pořad vysílá od 3. září 2010 pod názvem Show Jana Krause TV Prima. Divadlo je bezbariérové.

## Akce
V Ponci i v několika dalších divadlech v různých městech České republiky probíhá každý rok v červnu Mezinárodní festival soudobé taneční tvorby a pohybového divadla Tanec Praha. Cílem festivalu je představit taneční tvorbu širší veřejnosti.
V Ponci se také koná přehlídka české taneční tvorby Česká taneční platforma. Na akci spolupracuje divadlo Alfred ve dvoře a Divadlo Archa.
Nejvyšší ocenění tvůrčí práce v oblasti tance v České republice je Cena Sazky. OS Tanec Praha spolupracuje se Sazkou, a.s., při jejím udělování a prezentaci. Cenu Sazky zatím získali: Petr Tyc (2002), Kristýna Celbová (2003), Petra Hauerová (2004), VerTeDance (2005) a Jaro Viňarský (2006). Finanční odměna má oceněnému umělci krýt náklady při realizaci nové inscenace (k dispozici jsou prostory divadla Ponec).